# 野洲町
野洲町（やすちょう）は、かつて滋賀県野洲郡に存在した町。人口は約3万7000人。
2004年10月1日に野洲郡中主町と合併して野洲市となり、廃止された。

## 概要
- 野洲川沿いの稲作地帯であるが、東海道本線、東海道新幹線、国道8号など、東西交通の動脈が通過していることから、企業が積極的に進出しており、都市化が進んでいる[1]。

## 地理
- 町域南西部を野洲川が、北東部を日野川がそれぞれ北流。南部には三上山（近江富士、標高432m）があり、地域のシンボルとなっている。琵琶湖に近いが、直接面してはいない[2][1]。